# Grumpy Cat
Tardar Sauce (Estats Units, 4 d'abril de 2012 – Estats Units, 14 de maig de 2019), més coneguda com a Grumpy Cat, va ser una gata i celebritat d'Internet coneguda per la seva expressió facial d'aspecte malhumorat. "Grumpy Cat" en català vol dir "Gat Rondinaire".
La seva propietària Tabatha Bundesen afirmava que l'aspecte de la seva cara permanentment malhumorada es devia al nanisme felí i a una maloclusió. La popularitat de Grumpy Cat es va originar a partir d'una foto penjada a la web de notícies socials Reddit pel germà de Bundesen, Bryan, el 22 de setembre de 2012. Va ser fet en una imatge macro amb subtítols rondinaires. "The Official Grumpy Cat" a Facebook té més de 8 milions de "M'agrada". Grumpy Cat va aparèixer en la portada de The Wall Street Journal el 30 de maig de 2013 i en la portada de l'edició del 7 d'octubre de 2013 de New York Magazine.
El 17 de maig de 2019 la família que cuidava de Tardar Sauce anuncià que, a causa d'una infecció del tracte urinari, i malgrat haver rebut els millors serveis mèdics d'alt nivell, Grumpy Cat no va poder superar la infecció i va morir el dimarts 14 de maig de 2019 en braços de la seva propietària Tabatha.

## Antecedents
Els Bundesen diuen que la cara de Tardar Sauce sembla de mal humor perquè té nanisme felí i maloclusió. Ella i el seu germà Pokey van néixer de pares normals amb "una cara plana, ulls de bombolles, i una petita cua". Tardar Sauce és més petit del normal i les seves potes del darrere "són una mica diferents". Irònicament, Tardar Sauce és més calmada i agradable, mentre que Pokey té una personalitat mal humorada.
Segons els Bundesen, "el 99% del temps Tardar Sauce és un gat normal". Les sessions de fotografia són només un cop a la setmana i es limiten a que desconeguts agafin el gat.

## Gerència
Ben Lashes és gerent de Grumpy Cat que també representa Keyboard Cat i Nyan Gat. Bryan gestiona la seva web, Facebook, YouTube, i Twitter.
Segons la base de dades de l'Oficina de patents i marques dels Estats Units, "Grumpy Cat Limited" té la marca registrada "Grumpy Cat" i una imatge d'ella a finals de gener de 2013. La llicència de productes, com ara samarretes i tasses són anunciats en el lloc web i es venen a Hot Topic. També venen animals de peluix. L'empresa té un valor estimat d'1 milió de dolars. Granada Beverage LLC fa beguda freda de cafè sobre Grumpy Cat anomenada "Grumppuccino".

## Reconeixement
MSNBC anomenat mal humor Gat, com el gat és el més influent de 2012. de mal humor Gat va guanyar Meme de l'Any de BuzzFeed en els Webby Awards 2013, el primer premi d'Or Kitty a la segona edició del Festival de Cinema de Vídeos de Gats a Internet i el Premi a la Carrera amb Èxit en la Friskies 2013.

## Llibre i calendari
El llibre oficial de Grumpy Cat, publicat el 23 de juliol de 2013 per Chronicle Books, està disponible en paper i en format digital per minoristes a tot el món. Va debutar en el número 8 Enquadernació de tapa dura i de no-ficció en la millor llista de best-sellers de Publishers Weekly i número 7 a la llista de best sellers del New York Times Best.
A més, Chronicle Books va publicar un calendari de paret de Grumpy Cat pel 2014.

## Pel·lícula
Grumpy Cat apareix Lil Bub & Friendz, un documental, estrenat al Festival de Cinema de Tribeca el 18 d'abril de 2013 i va guanyar el Festival Online de Tribeca a la millor pel·lícula. Al maig de 2013, Broken Road Productions va veure com una opció a Grumpy Cat per una adaptació de "un llargmetratge a l'estil de Garfield". Todd Garner va dir: "creiem que podem construir una gran  comèdia al voltant d'aquest personatge".